# Hong Yong-jo
Hong Yong-jo (Pyongyang, 22 de maio de 1982) é um ex-futebolista norte-coreano que atuava como meia.
Pela seleção nacional foi o capitão na campanha de classificação para a Copa do Mundo de 2010, sendo um dos principais jogadores do país e um dos poucos nascidos no país a jogar fora do país, com sua passagem pelo FC Rostov.

## Estatísticas de carreira

### Clube
| Season | Team        | Country         | Division | Apps | Goals |
| ------ | ----------- | --------------- | -------- | ---- | ----- |
| 2004   | April 25    | Coreia do Norte | 1        |      |       |
| 2005   | April 25    | Coreia do Norte | 1        |      |       |
| 2006   | April 25    | Coreia do Norte | 1        |      |       |
| 2007   | April 25    | Coreia do Norte | 1        |      |       |
| 07/08  | FK Bežanija | Sérvia          | 1        | 7    | 1     |
| 2008   | FC Rostov   | Rússia          | 2        | 16   | 2     |
| 2009   | FC Rostov   | Rússia          | 1        | 14   | 1     |
| 2010   | FC Rostov   | Rússia          | 1        | 1    | 0     |